# Teruyoshi Ishii
Teruyoshi Ishii (石井てるよし, Ishii Teruyoshi) és un director de cinema i director de televisió japonès.

## Obres
- Psychic Vision: Jaganrei  (pel·lícula, 1988)[2]
- Oira Sukeban: Kessen! Pansutō (pel·lícula, 1992)[1]
- Denkou Choujin Gridman (sèrie de televisió, 1993–1994)[1]
- Kuchisake-onna (pel·lícula, 1996)[1]
- Kyōfu Shinbun (ja) (pel·lícula, 1996)[1]
- Ultraman Tiga (sèrie de televisió, 1996–1997)[1]
- Ultraman Dyna (sèrie de televisió, 1997–1998)[1]
- Ultraman Cosmos (sèrie de televisió, 2001–2002)
- Genseishin Justirisers (sèrie de televisió, 2004–2005)[1]
- Abashiri Ikka (pel·lícula, 2009)[1]
- BIMA Satria Garuda (sèrie de televisió, 2013)
- Satria Garuda BIMA-X (sèrie de televisió, 2014)
- Bloody Doll (pel·lícula, 2014)[3]